# Marcela Aspell
Marcela Aspell (Buenos Aires, 27 de junio de 1953) es una jurista, historiadora, catedrática e investigadora del Consejo Nacional de Investigaciones Científicas y Técnicas de la República Argentina

## Historial
Nació en la ciudad de Buenos Aires, República Argentina, el 27 de junio de 1953. 
Es Doctora en Derecho y Ciencias Sociales de la Universidad de Buenos Aires graduada en 1982. Su Tesis Doctoral fue calificada como Sobresaliente propuesta Premio Facultad 1982. Desde 1986 reside en la ciudad de Córdoba. Fue Decana de la Facultad de Derecho y Ciencias Sociales de la Universidad Nacional de Córdoba. Investigadora Principal del Consejo Nacional de Investigaciones Científicas y Técnicas. Ex Presidenta de la Junta Provincial de Historia de Córdoba. Actual Profesora Emérita de la Universidad Nacional de Córdoba. Miembro de Número de la Academia Nacional de la Historia y Miembro de Número de la Academia Nacional de Derecho y Ciencias Sociales de Córdoba. Actual Presidenta de la Academia Nacional de Derecho y Ciencias Sociales de Córdoba, siendo la primera mujer en la historia de la Institución en ser elegida por sus pares para el máximo cargo de representación de la misma.  Es asimismo Vicepresidenta Segunda de la Academia Nacional de la Historia de la República Argentina. 
Profesora Titular de Historia del Derecho Argentino de la Facultad de Derecho de la Universidad Nacional de Córdoba. Directora del Programa Puede de Enseñanza del Derecho en Cárceles de la Facultad de Derecho de la Universidad Nacional de Córdoba, Directora del Museo Histórico de la Facultad de Derecho de la Universidad Nacional de Córdoba, Categorizado I en el Programa de Incentivos al Docente-Investigador del Ministerio de Educación de la Nación. Es Profesora de Postgrado en diversas Carreras y Maestrías. Ha participado con presentación de trabajos en más de 250 Reuniones Científicas, nacionales e internacionales.
Ha dirigido 17 Tesis Doctorales y numerosos proyectos de investigación ante Conicet, Conicor, Seycit, CIJS, Agencias Nacionales y extranjeras, etc. Actualmente se encuentra dirigiendo la obra "Historia de la Academia Nacional de Derecho y Ciencias Sociales de Córdoba", en 4 volúmenes, cuya autoría completa del "Tomo I" le pertenece.

## Membresías
Es Miembro de Número del Instituto de Historia del Derecho y de las Ideas Políticas de la Academia Nacional de Derecho y Ciencias Sociales de Córdoba y Secretaria del mismo desde su creación, es asimismo Miembro de Número del Instituto de Investigaciones de Historia del Derecho, del Centro de Investigaciones Jurídicas y Sociales de la Facultad de Derecho y Ciencias Sociales de la Universidad Nacional de Córdoba, del Instituto Internacional de Historia del Derecho Indiano, del Instituto de Cultura Hispánica de Córdoba, de la Sociedad Chilena de Historia y Geografía, de la Junta Provincial de Historia de Catamarca, de la Academia Colombiana de la Historia, de la Academia Dominicana de la Historia, del Programa de Museos Universitarios de la Universidad Nacional de Córdoba, del Museo Histórico de la Facultad de Derecho de la Universidad Nacional de Córdoba etc. 

## Entre obras propias y en colaboración ha publicado
- “La Enseñanza del Derecho en la Universidad Nacional de Córdoba. 1791-1991.” (1991)
- “Evangelización y Cultura en América” (1992)
- “Breve Historia de la Facultad de Derecho y Ciencias Sociales de la Universidad Nacional de Córdoba 1791-1991,
- “Los Tribunales de Cuentas en Tiempos Indianos” (1993)
- “Los Estudios de Historia del Derecho en la Universidad Nacional de Córdoba” (1994)
- “El Derecho Indiano” (1992)
- “Las Indias: Sociedad y Derecho” (1995)
- “Antología de Fuentes para el Estudio de la Historia del Derecho Argentino” (1995),
- ¿“Qué mandas hacer de mí? Mujeres del Siglo XVIII en Córdoba del Tucumán (1996)
- “El Derecho del Trabajo en la Primera Mitad del Siglo XIX”,
- “Los Comisarios del Santo Oficio de la Inquisición en Córdoba del Tucumán. Siglo XVIII”
- “La Enseñanza del Derecho. Facultad de Derecho y Ciencias Sociales de la Universidad Nacional de Córdoba”. (28 ediciones)
- “La Construcción de la Cultura Jurídica en la Universidad de Córdoba",
- “La Reforma Universitaria de 1918. Antecedentes. Proyección e Impacto a cien años de su estallido” (2021)
- “Huellas de Seda. Mujeres Universitarias en la Universidad Nacional de Córdoba” (2020)
- “Los días de Deodoro Roca en la Universidad Nacional de Córdoba” (2019)
- “Juan Bautista Bustos y la Primera Constitución de Córdoba”, (2023),
- “Los Protagonistas. Los Sillones Académicos y las primeras generaciones de Académicos de Número”. Academia Nacional de Derecho y Ciencias Sociales de Córdoba. (2023).
- Historia de la Academia Nacional de Derecho y Ciencias Sociales de Córdoba. (2024)
- “Manuel Lucio Lucero. Del Exilio al Rectorado de la Universidad Nacional de Córdoba”. Universidad Nacional de Córdoba, 2023, etc.

Entre sus capítulos de libros, publicaciones en revistas científicas y de divulgación, recopilaciones de actas de ponencias presentadas a Congresos, Simposios, Seminarios, Jornadas y otros eventos; totalizan más de 250 trabajos de investigación científica. 

## Premios
Ha recibido diversos premios reconocimientos y distinciones, el último: “Mujeres en Ciencia Córdoba 2023”